# Josef Strobach

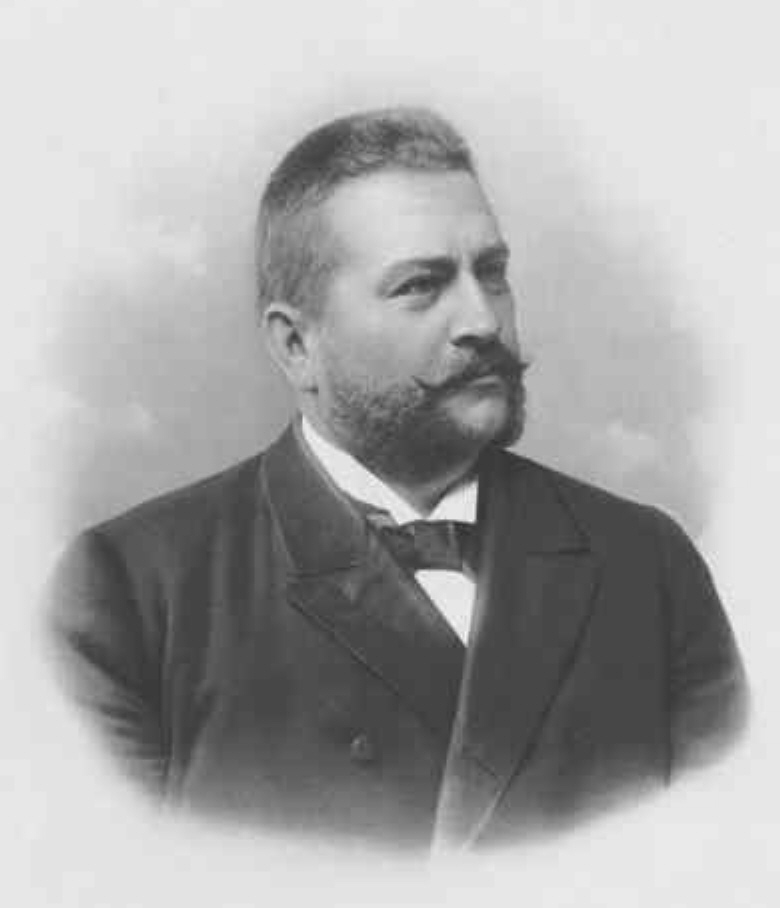
Josef Strobach

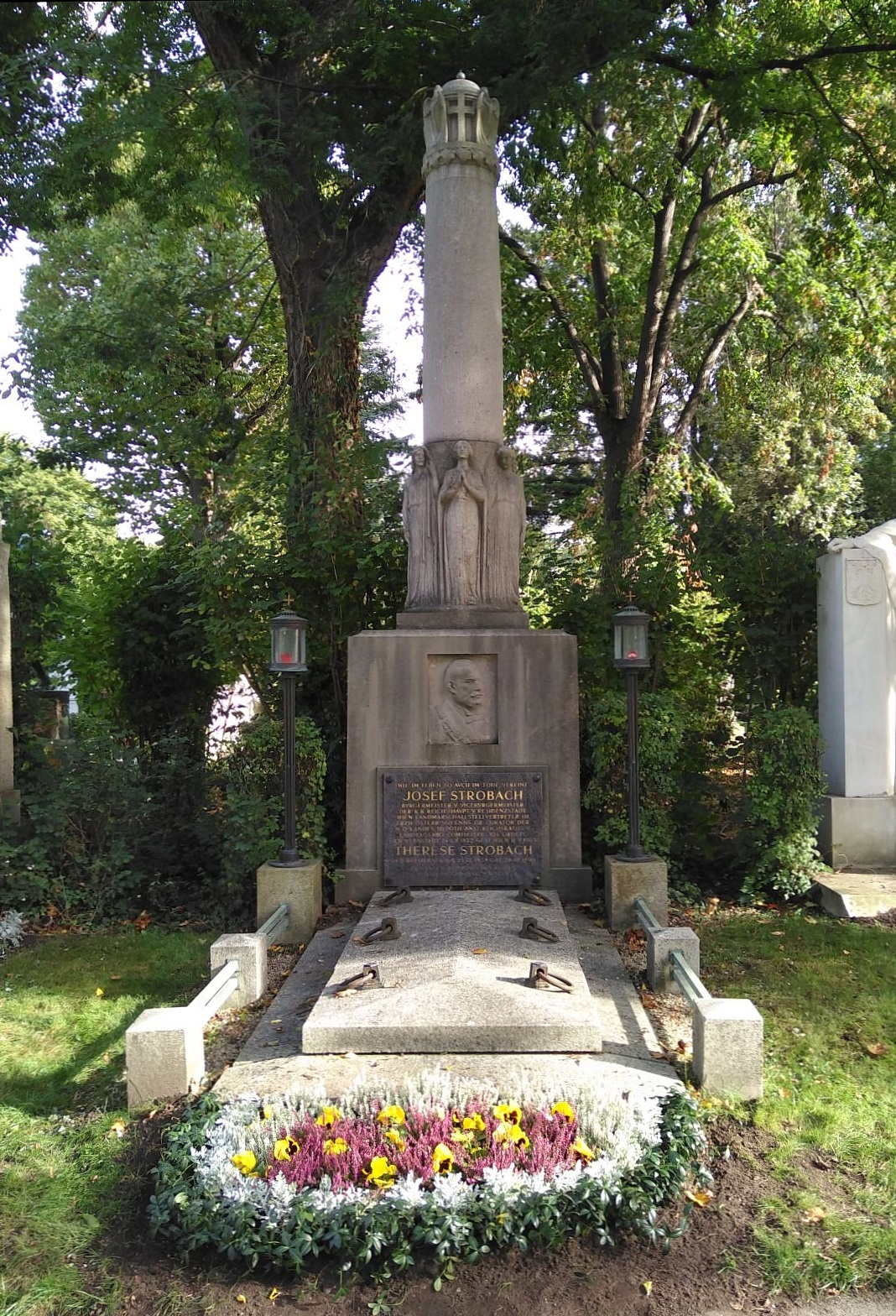
Grab von Josef Strobach, Wiener Zentralfriedhof

Josef Karl Strobach (* 23. Dezember 1852 in Wernstadt, Böhmen; † 11. Mai 1905 in Wien) war ein österreichischer Buchhändler und christlichsozialer Politiker.
Josef Strobach wurde am 23. Dezember 1852 in Wernstadt als unehelicher Sohn der Maria Anna Strobach geboren, die ihrerseits bereits ein uneheliches Kind war.
Er war ursprünglich in Prag bei der Post beschäftigt und kam 1872 nach Wien, wo er sich der christlichsozialen Bewegung anschloss. Nachdem er ein Haus erworben hatte, wurde er Präsident des Central-Verbandes der Wiener Hausbesitzer und Obmann des Wählervereines der Vereinigten Christen in Margareten.
Nachdem Strobach bereits 1893 in den Wiener Gemeinderat eingezogen und ab 1895 Stadtrat war, wurde er 1896 zum Bürgermeister von Wien gewählt. Strobach galt als Karl Luegers „Mann fürs Grobe“ und war Mitglied im antisemitischen Bürgerklub. Nachdem er 1897 von Lueger als Bürgermeister abgelöst worden war, übernahm er den Posten des Vizebürgermeisters und Landmarschallstellvertreters von Niederösterreich. Von 1896 bis 1905 war er Abgeordneter zum Landtag von Niederösterreich, von 1897 bis 1905 Reichsratsabgeordneter.
Sein Ehrengrab befindet sich auf dem Wiener Zentralfriedhof (Gruppe 32 A, Nummer 22). Im Jahr 1906 wurde in Wien-Margareten (5. Bezirk) die Strobachgasse nach ihm benannt.